# Gyárfás Miklós
Gyárfás Miklós (Győr, 1915. december 6. – Budapest, 1992. október 3.) József Attila-díjas (1954) magyar író, költő, dramaturg, egyetemi tanár, forgatókönyvíró.

## Életpályája
1945-ben a Haladás című lap munkatársa volt. 1945–1948 között az Újhold munkatársa volt. 1949-ben a Belvárosi Színház, 1953-ban pedig a Vígszínház dramaturgja lett. 1949–1950 között az Új Világ rovatvezetőjeként dolgozott. 1951–1956 között a Színház és Filmművészet című folyóirat szerkesztője volt. 1953–1977 között a Színház- és Filmművészeti Főiskola tanáraként tevékenykedett.

### Családja
Első felesége Friedmann Vera volt, gyermekeik Gyárfás András és Gyárfás Julianna. Második felesége Benedek Katalin.

## Munkássága
Az 1930-as évek végén költőként indult, a második világháború után lett prózaíró. Elbeszélései, regényei többnyire az értelmiségi lét és a művészsors problémái körül forognak; hangnemük ironikus. Írói felfogása az élethez egyetlen "gyógymódot" ajánl: az olykor fájdalmas mosolyt. Humoros írásait külön összegyűjtötte (Dekameron, 1980), emlékezéseiből is kötetet formált (Kölyökvarázs, 1983). Igazi sikert színműveivel, hangjátékaival, filmforgatókönyveivel aratott. Először társadalmi szatírákat írt (Vásott apostol, 1948; Hatszáz új lakás, 1951), majd a történelmi események drámai feldolgozásával próbálkozott (Forr a világ, 1953; Hűség, 1953; Koratavasz, 1955). Több alkalommal – átdolgozóként – együtt dolgozott Örkény Istvánnal. Az 1950-es évek végén felújította könnyed vígjátéki modorát. Az 1960-as évek második felétől egyre többször darabjainak szereplője maga a szerző. Dramaturgiai elmélkedéseit esszészerűen is összefoglalta (Tanuljunk gyorsan és könnyen drámát írni, 1968). Bemutatói voltak Európa több országában és Japánban, Kanadában. Elbeszéléseit több nyelvre lefordították.

## Színházi munkái
A Színházi adattárban regisztrált bemutatóinak száma (1948-): 94. Gyárfás Miklós a legtermékenyebb színpadi szerzők egyike. Legsikeresebb éveiben szezononként három-négy bemutatója is volt. Az 1980-as évek közepétől egyre ritkábban kerültek darabjai színre.
- Vásott apostol (író, 1948)
- Különös házasság (író, 1948-1949, 1960-1961, 1972)
- Zichy palota (író, 1949)
- Megváltoztunk (író, 1950)
- Hatszáz új lakás (író, 1951)
- Forr a világ (író, 1953)
- Hűség (író, 1953)
- Koratavasz (író, 1955)
- Szólj szám – Az Írók Szatirikus Színpadának műsora (író, 1957)
- Lomb ezredes mennybemenetele (író, 1958)
- A papucs (író, 1958)
- Giccs parádé (író, 1961)
- Sláger a Globe Színházban (író, 1961)
- Micsoda emberek vannak! (író, 1962)
- Változnak az idők (író, 1963)
- Kisasszonyok a magasban (író, 1963-1965)
- Ezek a mai fiatalok (író, 1963)
- Férfiaknak tilos (író, 1963-1964, 1983)
- A humor: a teljes igazság' Mikes Lilla előadóestje (író, 1963)
- Lángeszű szerelmesek (író, 1963, 1967-1968)
- Így szerkesztünk mi! (író, 1964)
- Madách Imre emlékes (író, 1964)
- Egérút (író, 1965-1966, 1980, 1984-1985)
- Kényszerleszállás (író, 1965-1966)
- A hosszú élet titka (író, 1966)
- Csintalan múzsák (író, 1966)
- Johanna éjszakája (író, 1966)
- Laura (író, 1966. Társszerző: Tardos Béla)
- Paródia-parádé – Mikes Lilla estje (író, 1967)
- Tanulmány a nőkről (író, 1967)
- Egy nő akinek lelke van (író, 1967)
- Nyomozás a Tháliában (író, 1968)
- Játszik a család (író, 1969-1970)
- A végzet asszonya (író, 1969)
- Mizantróp'68 (író, 1969)
- Két Júlia (író, 1969)
- Dinasztia (író, 1971-1972)
- Kis minta-színdarab (író, 1972)
- Panegyricus (író, 1972)
- Téli délelőtt (író, 1973)
- Csillagfényben (író, 1973)
- Csendóra (író, 1973)
- Beatrix (író, 1973)
- Felszabadult nevetés (író, 1974)
- "Kelj fel és énekelj!" (író, 1975)
- Közhelybenjárás (író, 1978)
- Utójáték Euripidészhez (író, 1978)
- Vadászat az erdészházban (író, 1978)
- Játék a csillagokkal (író, 1980)
- Együtt, ameddig bírjuk (író, 1983)
- Hangok komédiája (író, 1985)
- Császári futam (író, 1986)
- Képzelődők (író, 1986)
- Egy nő akinek lelke van (író, 1988)
- Mennyei riport (író, 1989)
- Tanulmány a nőkről (2012)

## Művei
| - Társutazás (vers, 1938) - Daloló (vers, 1942) - Hamis szimfónia (regény, 1946) - Korai madár (vers, 1947) - Vásott apostol (komédia, 1948) - Zichy-palota (Örkény Istvánnal, 1949) - Eltűnt múlt (elbeszélés, 1950) - Hatszáz új lakás (szatíra, 1951) - Nem szerencse dolga (szatíra, 1952) - Forr a világ (dráma, 1953) - Visegrádi pofonok (anekdoták, tárcák, 1954) - Hűség (dráma, 1954) - Kis dramaturgia (dráma, 1954) - Koratavasz (dráma, 1955) - Magyar Amphitryon (tréfa, 1955) - A szerep (kisregény, 1956) - Picking tanár úr Budapesten (elbeszélés, 1957) - Színész-könyv (1958) - Lomb ezredes mennybemenetele (színmű, 1958) - Az égövi ember (elbeszélés, 1961) - Fiú, lány és egy pillanat - Férfi, nő és egy tévedés (kisregény, 1963) - Változnak az idők (színmű, 1963) - Önarckép jelmezben (kisregény, 1965) - Kényszerleszállás (színmű, 1965) - Egérút (színmű, 1965) - Lángeszű szerelmesek (dráma, 1965) - A hosszú élet titka (színmű, 1966) - Egy nő, akinek lelke van (színmű, 1967) - Johanna éjszakája (dráma, 1967) | - Szerelemfoltozó (dráma, 1967) - Tanuljunk gyorsan és könnyen drámát írni (1968) - Mizantróp '68 (dráma, 1968) - Családi játékok (dráma, 1969) - A két Júlia (dráma, 1969) - Kisded játékaim (humoreszkek, 1969) - Beatrix (színmű, 1969) - Volt egyszer egy színház (regény, 1970) - Az oroszlánidomító (kisregény, elbeszélés, 1971) - Madách színháza (esszék, 1972) - A derű műhelyében (vígjáték, 1973) - Történetek a kastélyban (vígjáték, 1973) - Így szeretnék meghalni (dráma, 1973) - Legszentebb érzelgéseim (vígjáték, 1974) - Szilveszter (1975) - A képmutatás szépségei (1977) - Papkisasszony (vers, 1977) - Utójáték Euripidészhez (színmű, 1978) - A tettes mindig Oidipusz (tanulmány, 1978) - Dekameron (összegyűjtött humoros írások, 1980) - A főorvosné (vers, 1981) - A főorvos özvegye (vers, 1982) - Kölyökvarázs (összegyűjtött emlékezések, 1983) - Volt egyszer egy színház (1985) - Hangok komédiája (színmű, 1985) - Képzelődők (színmű, 1986) - Kalózszimfónia (elbeszélés, 1988) - Mennyei riport (színmű, 1989) - Eszményi majom (kisregény, novellák, humoreszkek, 1991) - Ó, tei szegény Erasmusok... (novella, 1995) |

### Forgatókönyvei
| - Díszmagyar (1949) - Első fecskék (1952) - A nagyrozsdási eset (1957) - Játék a szerelemmel (1959) - Butaságom története (1965) - Sok hűség semmiért (1966) | - Tanulmány a nőkről (1967) - Elsietett házasság (1968) - Történelmi magánügyek (1969) - Szerelmes sznobok (1983) - Egy gazdag hölgy szeszélye (1987) |

### Tévéfilmek
- Papucs (1958)
- Komédia a tetőn (1969)
- 7 kérdés a szerelemről (és 3 alkérdés) (1969)
- A fiú, a lány és egy pillanat (1973)
- Volt egyszer egy színház (1977)
- A világ legkisebb szerelme (Kortársunk: Gyárfás Miklós) (1982)
- Szerelmes sznobok (1983)
- Kastély csillagfényben (1988)

## Hangjátékok
| - A hangok (1966) - A hosszú élet titka (1954, 1975) - A hűség útvesztőiben (1964, 1971, 1975) - A védőszent (1987) - A világ legkisebb szerelme (1970-1971, 1996, 2000, 2003) - Derűre Is Derű - Leánykérés (1992, 2007) - Detektívjátszma (1968) - Egy fenyőfa balladája (1989) - Egy pofon varázslatában (1982-1983) - Egy úr Khalkisz felé (1975-1976, 1986) - Halálugrás (1984, 1986) - Hápi (1978) - Három utazás (1978) - Hogyan hallgassunk rádiót? (1973, 1975) - Hotel Universum (1963) - Így szerkesztünk mi! (1964) - Isten veletek, indiánok! (1981, 1985) - Jutalomjáték (1983, 1988) | - Kastély a csillagfényben (1973-1974, 1982, 1996) - Kényszerleszállás (1976, 1992) - Kiskirály (1982, 1986, 1988) - Kutyahűtlenség (1984) - Köszönöm, Morty (1993) - Legújabb Zrínyiász (1948) - Leánykérés (1992) - Mesterfogás (1979) - Mizantróp (2001) - Négyesben (1989) - Néhány perc a halhatatlanságból (1984, 1986) - Romantika, avagy szőnyeg az emlékeden (1969) - Szerelemfoltozó (1967, 1970) - Szívdobogás a cseresznyefa alatt (1974) - Szorongósdi (1971-1972) - Útikaland (1992) |